# Supercopa Ibérica femenina de balonmano 2024
La Supercopa Ibérica de balonmano 2024 es la segunda edición de esta competición, que se celebrará el 7 y 8 de septiembre en el municipio portugués de Maia, perteneciente al distrito de Oporto. 

## Sistema de competición
En la competición se enfrentarán las campeonas de Liga y Copa de España y Portugal.
En la II Supercopa Ibérica del 2024 se enfrentan el Super Amara Bera Bera como campeón de la Liga Guerreras Iberdrola y, tras la renuncia del Aula Cultural como subcampeón de la Copa de la Reina (al ser el equipo donostiarra campeón de ambas competiciones), el Atticgo Balonmano Elche, segundo clasificado en la liga regular, en representación del balonmano español y, como representantes de Portugal, compiten el Benfica (Campeón de liga) y el Madeira Andebol SAD (campeonas de la Copa de Portugal).

### Competición
En la primera semifinal, el atticgo Balonmano Elche se impuso en la tanda de lanzamiento de siete metros tras el empate en el tiempo ordinario en un partido en el que destacó la guardameta española Nicole Morales. Por su parte, el Super Amara Bera Bera llegó a la final tras imponerse claramente al SL Benfica en un partido en el que destacó en portería la guardameta española Lucía Prades.
En la final, el super amara Bera Bera se proclamó campeón al vencer por 28 a 19 al atticgo balonmano Elche.
|  | Semifinal               | Semifinal               |    |                     | Final                   | Final                   |  |
|  | 7 de septiembre de 2024 | 7 de septiembre de 2024 |    |                     | 8 de septiembre de 2024 | 8 de septiembre de 2024 |  |
|  |                         |                         |    |                     |                         |                         |  |
|  |                         |                         |    |                     |                         |                         |  |
|  | Super Amara Bera Bera   | 32                      |    |                     |                         |                         |  |
|  | Madeira Andebol SAD     | 22                      |    |                     |                         |                         |  |
|  |                         |                         |    |                     |                         |                         |  |
|  |                         |                         |    |                     |                         |                         |  |
|  |                         |                         |    |                     | Super Amara Bera Bera   | 28                      |  |
|  |                         | Attico Balonmano Elche  | 19 |                     |                         |                         |  |
|  |                         |                         |    |                     |                         |                         |  |
|  |                         |                         |    |                     |                         |                         |  |
|  |                         |                         |    |                     | Tercer lugar            |                         |  |
|  |                         |                         |    |                     |                         |                         |  |
|  | SL Benfica              | 26                      |    | Madeira Andebol SAD | 31                      |                         |  |
|  | Attico Balonmano Elche  | 27                      |    |                     | SL Benfica              | 30                      |  |